# Пуховый (остров, Петуховский)

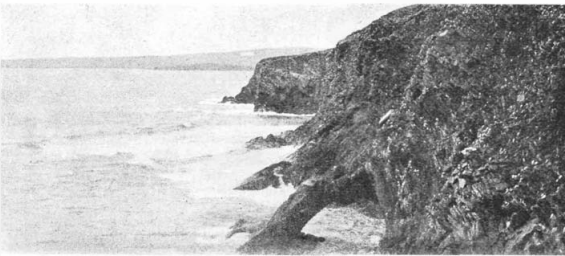
Птичий базар на Пуховом Острове. Фото Ф. К. Верниго-Даровского 1921 год.

Остров Пуховый — остров Петуховского архипелага острова Южный архипелага Новая Земля Архангельской области. На острове имеется множество птичьих колоний — преимущественно гагар. Остров посещался во время экспедиции 1921—1927 года, его описанием занимался Г. П. Горбунов.

## Промысловое значение
Вплоть до 1950-х годов XX века местное население занималось добычей гагачьего пуха, который использовался как материал для изготовления тёплых вещей. Добыча гагар велась преимущественно промысловиками становища Русаново.